# Alan Rollinson
Alan Rollinson (Walsall, Inglaterra, 15 de maio de 1943 — 2 de junho de 2019) foi um automobilista britânico nascido na Inglaterra que participou do Grande Prêmio da Grã-Bretanha de 1965 de Fórmula 1.